# Syndarens bön
Syndarens bön eller frälsningsbönen kallas en föreskriven bön inom vissa kristna samfund, särskilt frikyrkligt karismatiska, evangeliska och pentecostala. Bönen uttrycker en önskan om att genom ett personligt ingripande från den kristna guden uppnå frälsning. Den finns i flera varianter, men innehåller ofta en trosbekännelse på Jesus och en syndabekännelse.   Förespråkare lägger stor vikt vid syndarens bön i samband med omvändelse till kristendom, då en tidigare syndig person (offentligt) bekänner sig till Jesus och blir del av församlingen. Bönen förekommer också i frekvent i frikyrkliga sammanhang genom att en pastor eller predikant uppmanar åhörarna att gemensamt delta i syndarens bön.
Kristna riktningar som inte använder den, har på teologisk grund kritiserat idén bakom syndarens bön, då de inte finner belägg för denna "formulaiska" bön och syn på frälsning i Bibeln.
Även inom baptismen, där bönen är mycket vanlig, har debatterats om vilken vikt som skall läggas vid omvändelse via syndarens bön jämfört med dopet, historiskt sett ansett som det definitiva steget vid kristen omvändelse.
Teologisk och historisk forskning är inte överens om exakt var och när syndarens bön uppstod. Teorier sträcker sig från strax efter reformationen till 1700- eller 1900-talen. Den allegoriska romanen Kristens resa från 1678 har ansetts innehålla ett exempel på syndarens bön.

## Teologisk idé
Tanken på en specifik syndarens bön återfinns inte uttalad i Bibeln, då det saknas exempel på att någon biblisk figur uttalar en sådan bön och blir frälst.
Förespråkare hämtar istället indirekt stöd från flertalet bibliska passager, bland dem Johannesevangeliet 1:12 och Romarbrevet 10:9
För den troende, fungerar syndarens bön som validering av ett personligt mottagande av Jesus som frälsare, och en önskan om nåd. Inom amerikanska kyrkor, används ofta uttryck om att släppa in Jesus eller Gud i ens hjärta.

## Exempel på syndarens bön
Frälsningsarmén har ett förslag kallat Frälsningsbönen, som inleds med: "Himmelske Far, jag är ledsen för allt som jag har gjort fel i mitt liv. (Här kan du stanna upp och be om förlåtelse för något som du har på ditt samvete). Käre Gud, förlåt mig. Nu vill jag vända mig bort från allt som är ont och fel." Parentesen ingår i originalet.